# 謝羽盈
謝羽盈（2001年3月5日—），台灣女子羽球選手，就讀臺北市立大同高級中學、臺北市立大學。

## 簡歷
2016年1月，當時15歲、就讀北市大同中學國中部的謝羽盈在全國排名賽女子乙組單打決賽中，擊敗中正大學的王筠竺奪得冠軍，成為大同中學第二快升上甲組的選手。
2017年9月，謝羽盈出戰雪梨羽毛球國際賽，在女子單打比賽決賽中以1比2（21-17、18-21、20-22）輸給中華隊隊友的洪恩慈，屈居亞席。

## 主要比賽成績
| 年份   | 賽事             | 公開賽級別 | 項目     | 搭檔 | 成績 |
| ------ | ---------------- | ---------- | -------- | ---- | ---- |
| 2017年 | 雪梨羽毛球國際賽 | 國際系列賽 | 女子單打 | －   | 亞軍 |

| 2007-2017年 | 首要超級賽 | 超級賽 | 黃金大獎賽 | 大獎賽 | 國際挑戰賽 | 國際系列賽 | 未來系列賽 | 其他 |

| 2018-2026年 | 總決賽 | 超級1000賽 | 超級750賽 | 超級500賽 | 超級300賽 | 超級100賽 | 國際挑戰賽 | 國際系列賽 | 未來系列賽 | 其他 |